# تايلر جيمس
تايلر جيمس (بالإنجليزية: Tyler James)‏ هو مغني أمريكي، ولد في 31 مارس 1982.

## وصلات خارجية
- تايلر جيمس على موقع IMDb (الإنجليزية)
- تايلر جيمس على موقع ميوزك برينز (الإنجليزية)